# Championnat du Guyana de football 2013-2014
Navigation
Saison précédente Saison 2015-2016
La saison 2013-2014 du Championnat du Guyana de football est la quatorzième édition du championnat national au Guyana. Les seize formations participantes sont regroupées au sein d'une poule unique où elles s'affrontent une seule fois au cours de la saison. À la fin du championnat, les quatre derniers du classement sont théoriquement relégués en compétitions régionales. En effet, le championnat est annulé la saison suivante et la prochaine compétition se fera uniquement sur invitation de la fédération.
C'est le club d'Alpha United, quadruple tenant du titre, qui remporte à nouveau la compétition cette saison après avoir terminé en tête du classement final, avec onze points d'avance sur un duo composé du Guyana Defence Force FC et de Western Tigers. Il s’agit du cinquième titre de champion du Guyana de l'histoire du club.
A noter l'absence du vice-champion en titre, Pele FC.

## Les clubs participants
- Alpha United
- Young Achievers - Promu de D2
- Western Tigers FC
- Rosignol United
- Mahaica Determinators - Promu de D2
- Guyana Defence Force FC - Promu de D2
- New Amsterdam United - Promu de D2
- Buxton United
- Grove Hi-Tech - Promu de D2
- Santos FC - Promu de D2
- Milerock FC
- Den Amstel FC
- BV/Triumph United
- Silver Shattas - Promu de D2
- Riddim Squad - Promu de D2
- Winners Connection - Promu de D2

## Compétition
Une modification du barème de points a lieu, uniquement pour cette saison, avec l'instauration d'une séance de tirs au but en cas de match nul. 
- Victoire : 3 points
- Match nul et victoire aux tirs au but : 2 points
- Match nul et défaite aux tirs au but : 1 point
- Défaite : 0 point

### Phase régulière
| Rang | Équipe                   | Pts | J  | G  | N   | P  | Bp | Bc | Diff |
| ---- | ------------------------ | --- | -- | -- | --- | -- | -- | -- | ---- |
| 1    | Alpha UnitedT            | 45  | 15 | 15 | 0/0 | 0  | 62 | 7  | +55  |
| 2    | Guyana Defence Force FCP | 34  | 15 | 10 | 1/2 | 2  | 40 | 14 | +26  |
| 3    | Western Tigers FC        | 34  | 15 | 11 | 0/1 | 3  | 29 | 14 | +15  |
| 4    | Buxton United            | 29  | 15 | 9  | 0/2 | 4  | 23 | 15 | +8   |
| 5    | Den Amstel FC            | 28  | 15 | 8  | 2/0 | 5  | 28 | 17 | +11  |
| 6    | Grove Hi-TechP           | 24  | 15 | 6  | 2/2 | 5  | 23 | 24 | -1   |
| 7    | New Amsterdam UnitedP    | 20  | 15 | 6  | 1/0 | 8  | 38 | 25 | +13  |
| 8    | Rosignol United          | 20  | 15 | 4  | 4/0 | 7  | 22 | 43 | -21  |
| 9    | Silver ShattasP          | 19  | 15 | 5  | 1/2 | 7  | 19 | 27 | -8   |
| 10   | Riddim SquadP            | 19  | 15 | 5  | 2/0 | 8  | 19 | 28 | -9   |
| 11   | Winners ConnectionP      | 19  | 15 | 5  | 1/2 | 7  | 22 | 34 | -12  |
| 12   | Milerock FC              | 17  | 15 | 5  | 0/2 | 8  | 20 | 20 | 0    |
| 13   | Santos FCP               | 17  | 15 | 3  | 3/2 | 7  | 18 | 29 | -11  |
| 14   | BV/Triumph United        | 17  | 15 | 4  | 2/1 | 8  | 19 | 34 | -15  |
| 15   | Mahaica DeterminatorsP   | 15  | 15 | 4  | 0/3 | 8  | 13 | 28 | -15  |
| 16   | Young AchieversP         | 3   | 15 | 1  | 0/0 | 13 | 10 | 46 | -36  |

|  | Qualification pour la CFU Club Championship 2015            |
|  | Relégation en deuxième division                             |
|  | T : Tenant du titre P : Club promu en National SUper League |

## Bilan de la saison
| Championnat du Guyana de football 2013-2014 |                         |
| Champion                                    | Alpha United (5e titre) |
| Coupes et trophées                          |                         |
| Vainqueur de la Coupe du Guyana 2013-2014   | Non disputé             |
| Qualifications continentales                |                         |
| CFU Club Championship 2015                  | Alpha United            |
| CFU Club Championship 2015                  | Guyana Defence Force FC |
| Promotions et relégations                   |                         |
| Promus en Super League                      | Aucun                   |
| Relégués                                    | Santos FC               |
| Relégués                                    | BV/Triumph United       |
| Relégués                                    | Mahaica Determinators   |
| Relégués                                    | Young Achievers         |